# Karon Dori jezik
Karon Dori jezik (maiyach, mari, meon; ISO 639-3: kgw), jedan od dva papuanska jezika porodice maybrat, kojim govori 5 000 ljudi (1987 SIL) u središnjem dijelu poluotoka Vogelkop (Bird’s Head) u selima Pef, Asses, Sunopi i Siakwa.
Srodan je jeziku mai brat

## Vanjske poveznice
- Ethnologue (14th)
- Ethnologue (15th)